# Freddie and the Dreamers
Freddie and the Dreamers  fue una banda británica de música beat que publicó varios sencillos de éxito a mediados de la década de 1960. Parte del éxito de la banda se debió a los números cómicos de su vocalista, Freddie Garrity, en el escenario.

## Historia
La formación original de la banda estuvo compuesta por Freddie Garrity como vocalista, los guitarristas Roy Crewdson y Derek Quinn, el bajista Peter Birrell y el batería Bernie Dwyer.
Aunque se les enmarcó en el sonido Merseybeat, estilo originario de Liverpool y encabezado por the Beatles, la banda era originaria de Mánchester. Durante sus primeros años, lograron colocar cuatro sencillos en el Top 10 de las listas de éxitos del Reino Unido. "If You Gotta Make a Fool of Somebody", que alcanzó el puesto número 3 de la lista UK Singles Chart a mediados de 1963, "I'm Telling You Now", que llegó al número 2 en agosto de ese mismo año, seguido en el mes de noviembre de "You Were Made For Me", que alcanzó el puesto número 3. Ya en 1964 alcanzaron el número 5 con el sencillo "I Understand". El guitarrista Big Jim Sullivan participó como músico de sesión en las grabaciones de los temas "I Understand", "A Little You", "Thou Shalt Not Steal" y "Just For You".
Sobre el escenario, la banda se caracterizó por interpretar alocados números de baile. Participaron en el rodaje de cuatro películas; What a Crazy World, con Joe Brown, Just for You, Cuckoo Patrol, con Kenneth Connor y Victor Maddern, y Every Day's A Holiday, con Mike Sarne, Ron Moody y John Leyton.
Cuando la popularidad de la banda comenzó a declinar en el Reino Unido, Freddie and the Dreamers tuvieron un breve periodo de fama en los Estados Unidos, debido interés que la British Invasion generó entre los adolescentes norteamericanos, deseosos de descubrir a cualquier banda británica de música pop. A diferencia de muchos grupos británicos de EMI, la banda publicó dos sencillos bajo el sello asociado de la discográfica británica en Estados Unidos, Capitol Records. Aunque "I'm Telling You Now" y "You Were Made for Me" no llegaron a alcanzar las expectativas de ventas de la compañía, la banda continuó publicando y relanzando material con sellos menores, como Tower Records, subsidiario de Capitol, y Mercury Records, propiedad de la multinacional Philips.
"I'm Telling You Now", escrita por Garrity y Mitch Murray, alcanzó el número 1 de la lista Billboard Hot 100 durante la primavera de 1965. Fueron el primer grupo de Manchester que alcanzó el número uno en Estados Unidos, al que le siguieron de forma consecutiva Wayne Fontana and the Mindbenders y Herman's Hermits. El siguiente sencillo, "Do the Freddie" alcanzó el puesto número 18. Con este trabajo trataron de promocionar el baile inventado por el vocalista. El álbum homónimo, que se publicó a finales de 1965, incluía diagramas del instructor de baile Arthur Murray explicándo la forma de reproducir la coreografían.
En una entrevista, Paul McCartney aseguró que los arreglos de la versión de the Freddie and the Dreamers del tema "If You Gotta Make A Fool of Somebody" fueron copiados de los que utilizaron the Beatles en una actuación en the Cavern. The Dreamers publicaron su versión como sencillo sin acreditar a the Beatles como autores del arreglo. Tras este incidente, the Beatles decidieron concentrarse en sus propias composiciones, dejando a un lado la grabación de versiones. Posteriormente, ambas bandas se reconciliaron y the Dreamers, incluso aparecieron como invitados de the Beatles en un especial de Navidad del año 1964.
A mediados de la década de 1960, la banda comenzó a enfocarse en el público infantil, publicándo el álbum In Disneyland en 1966 y Oliver in the underworld, poco antes de separarse, en 1970. Entre 1968 y 1973, Garrity y Birrell colaboraron con el programa infantil de la ITV, Little Big Time. Garrity refundó la banda con otra formación a partir de 1976, con la finalidad de realizar actuaciones en el circuito de los festivales nostálgicos.
Freddie and the Dreamers regresaron a los escenarios a partir del año 2000, sin apenas variaciones en su formación, actuando frecuentemente junto a otros artistas de su generación, como Gerry and the Pacemakers, the Troggs, Peter Noone de Herman's Hermits y the Rockin' Berries. Freddie oficialmente se retiró en febrero de 2001. Falleció el 19 de mayo de 2006. Ritchie Madden, Spencer Montgomery, Ray Barlow y Stuart Simpson continuaron actuando como teloneros de Herman's Hermits. Roy Crewdson se retiró a Tenerife, donde abrió abrió un local llamado Dreamer's Bar.

## Discografía

### Álbumes

#### Reino Unido
- Freddie and the Dreamers (Columbia 33sx 1577, 1963)
- You Were Made for Me (Columbia 33sx 1663, 1964)
- Sing Along Party (Columbia Sx1785, 1965)
- In Disneyland (Columbia Scx 6069, 1966)
- King Freddie and His Dreaming Knights (Columbia Sx 6177, 1967)
- Oliver in the Overworld (Starline Srs 5019, 1970)
- The New Freddie and the Dreamers (Arny's Shack AS 007, 1976)
- Breaking Out (Arny's Shack Records, AS 025, 1978)
- Greatest Hits & Latest Bits (Arny's Shack AS 055, 1979 )

#### Estados Unidos
- I'm Telling You Now (Tower T 5003 (Mono)/DT 5003 (Stereo), 1965)

Featuring Freddie & The Dreamers and other Tower Records artists
- Three at the Top (Tower T 5007/DT 5007, 1965)

Featuring Freddie & The Dreamers, Tom Jones and Johnny Rivers
- Freddie & the Dreamers (Mercury MG 21017 (Mono)/SR 61017 (Stereo), 1965)
- Do the "Freddie" (Mercury MG 21026/SR 61026, 1965)
- Frantic Freddie (Mercury MG 21053/SR 61053, 1965)
- Seaside Swingers (Soundtrack, Mercury MG 21031/SR 61031, 1965)

Featuring two tracks by Freddie & The Dreamers
- Fun Lovin' Freddie (Mercury MG 21061/SR 61061, 1965)